# Chilabothrus angulifer
Espèce
Synonymes
- Epicrates angulifer Bibron, 1843

Statut de conservation UICN

 NT  : Quasi menacé
Statut CITES
Chilabothrus angulifer est une espèce de serpents de la famille des Boidae. En français, il est nommé Boa arc-en-ciel cubain ou Boa de Cuba ou Boa cubain. Il vit dans des grottes ou des abris parmi les trous des rochers.

## Répartition
Cette espèce est endémique de Cuba.

## Habitat
Cette espèce habite les forêts sèches de Cuba.

## Description
Chilabothrus angulifer mesure jusqu'à quatre mètres de long. Un poids d'environ 27 kg.

## Alimentation
Cette espèce se nourrit principalement voire exclusivement de rongeurs.

## Statut, conservation

### Statut
Comme grand nombre de serpents endémique à une île, ce boa est menacé par la déforestation, les feux et cyclones. Chilabothrus angulifer, à cause de sa réputation de mangeur de poules est souvent tué à proximité des villages où il chasse les rats.

### Conservation
Depuis 1993 la Ménagerie du jardin des plantes de Paris/France participe au Programme européen pour les espèces menacées EEP .

## Galerie

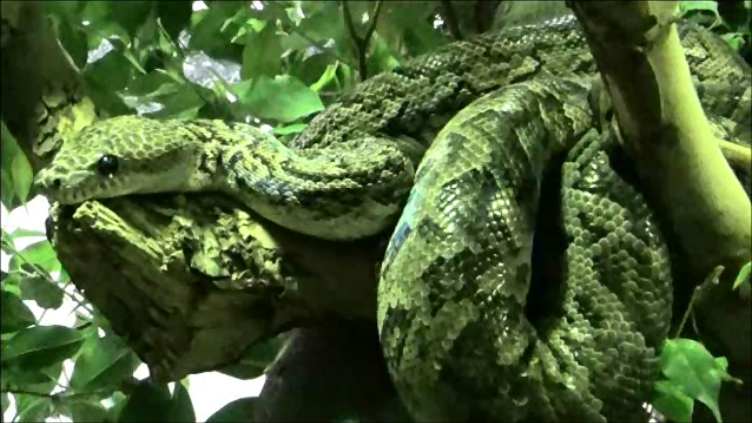
Ménagerie du jardin des plantes[2] Paris/France
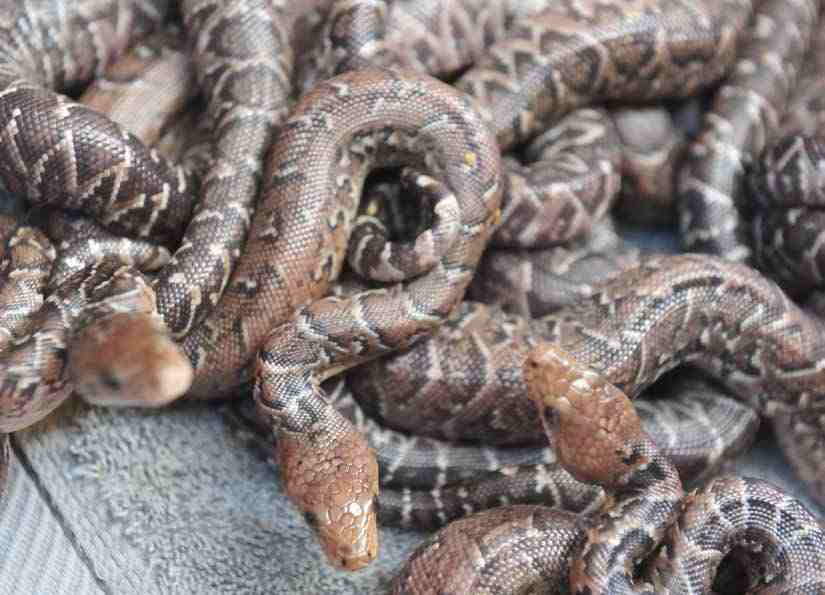
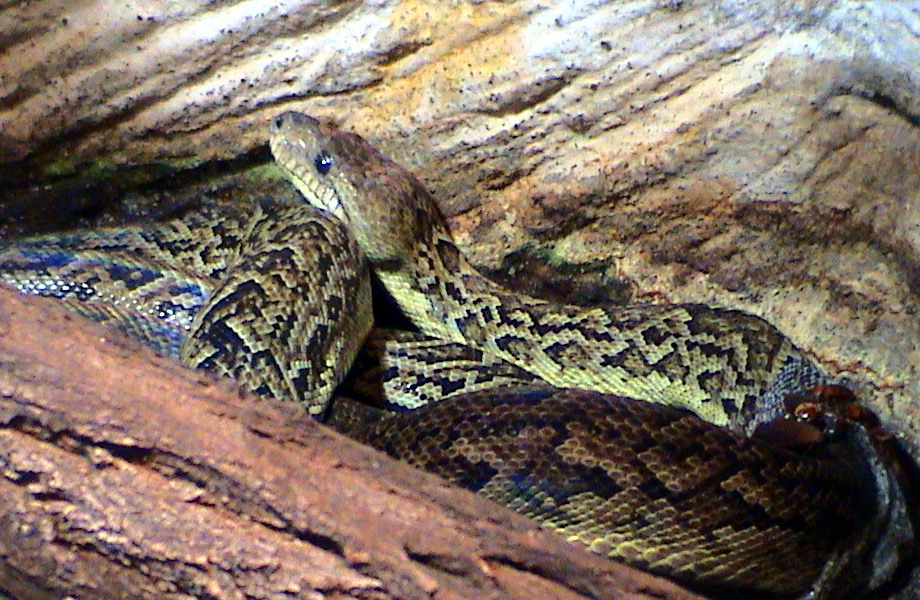
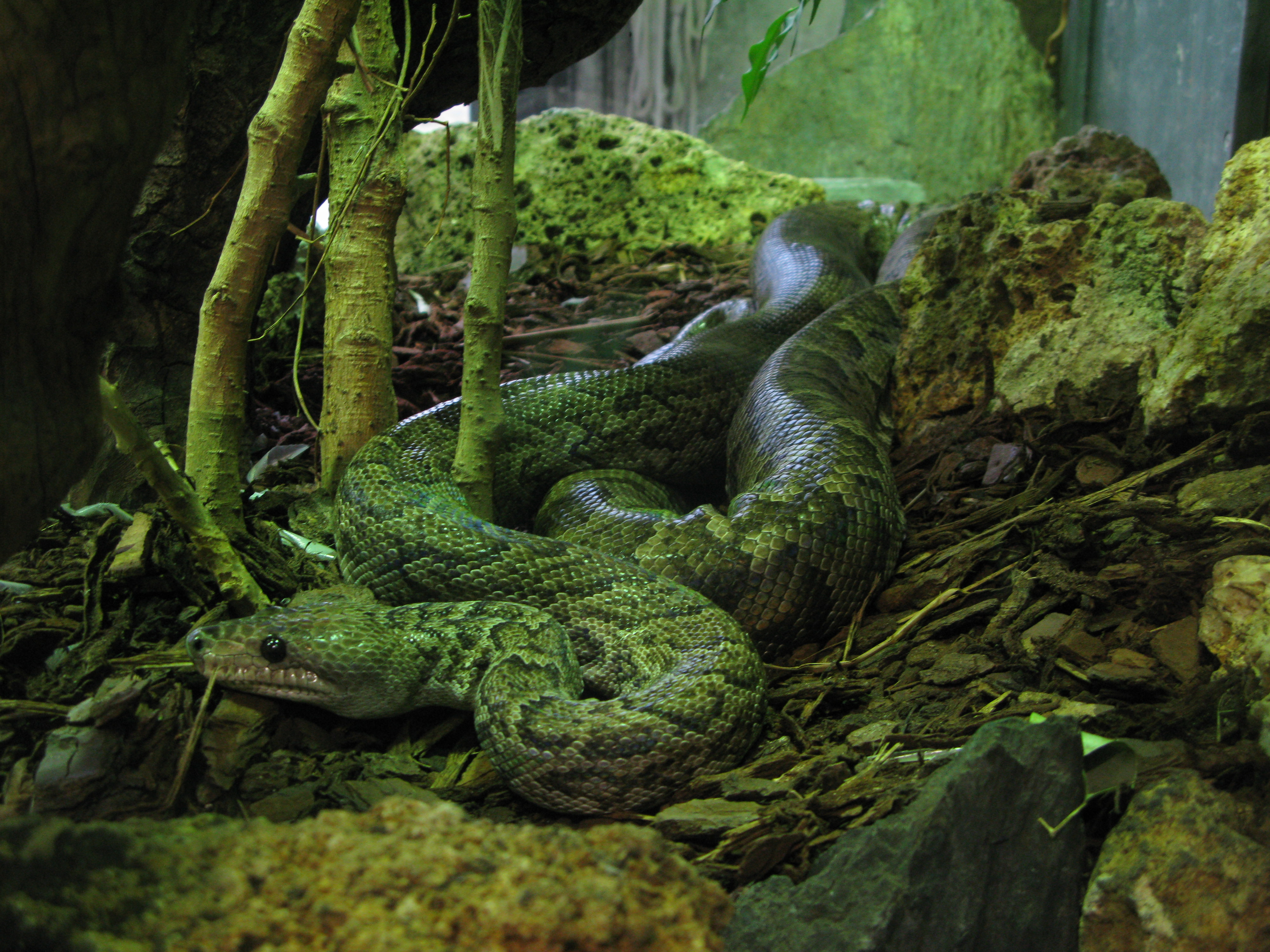
Ménagerie du jardin des plantes Paris/France
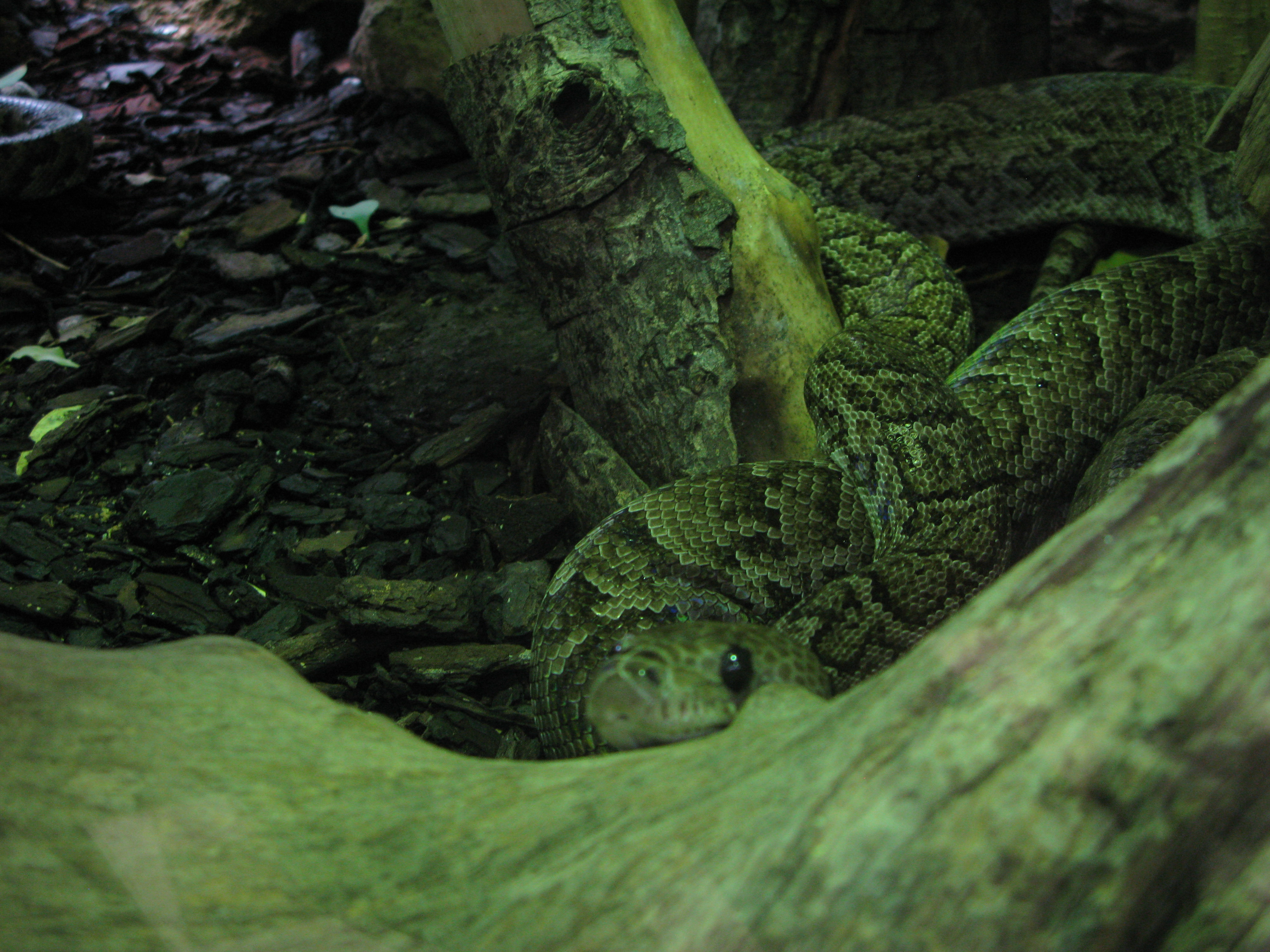
Ménagerie du jardin des plantes Paris/France
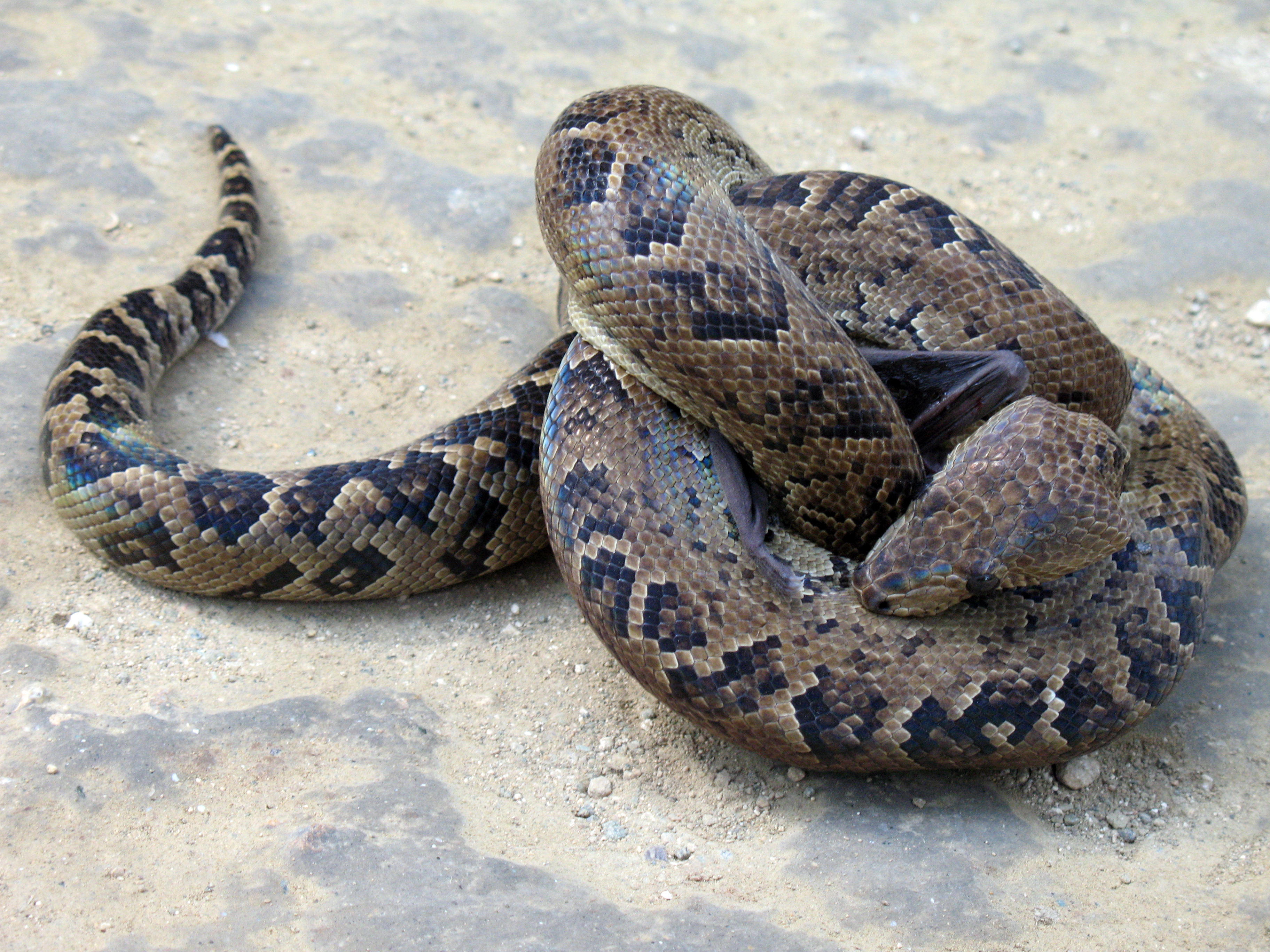
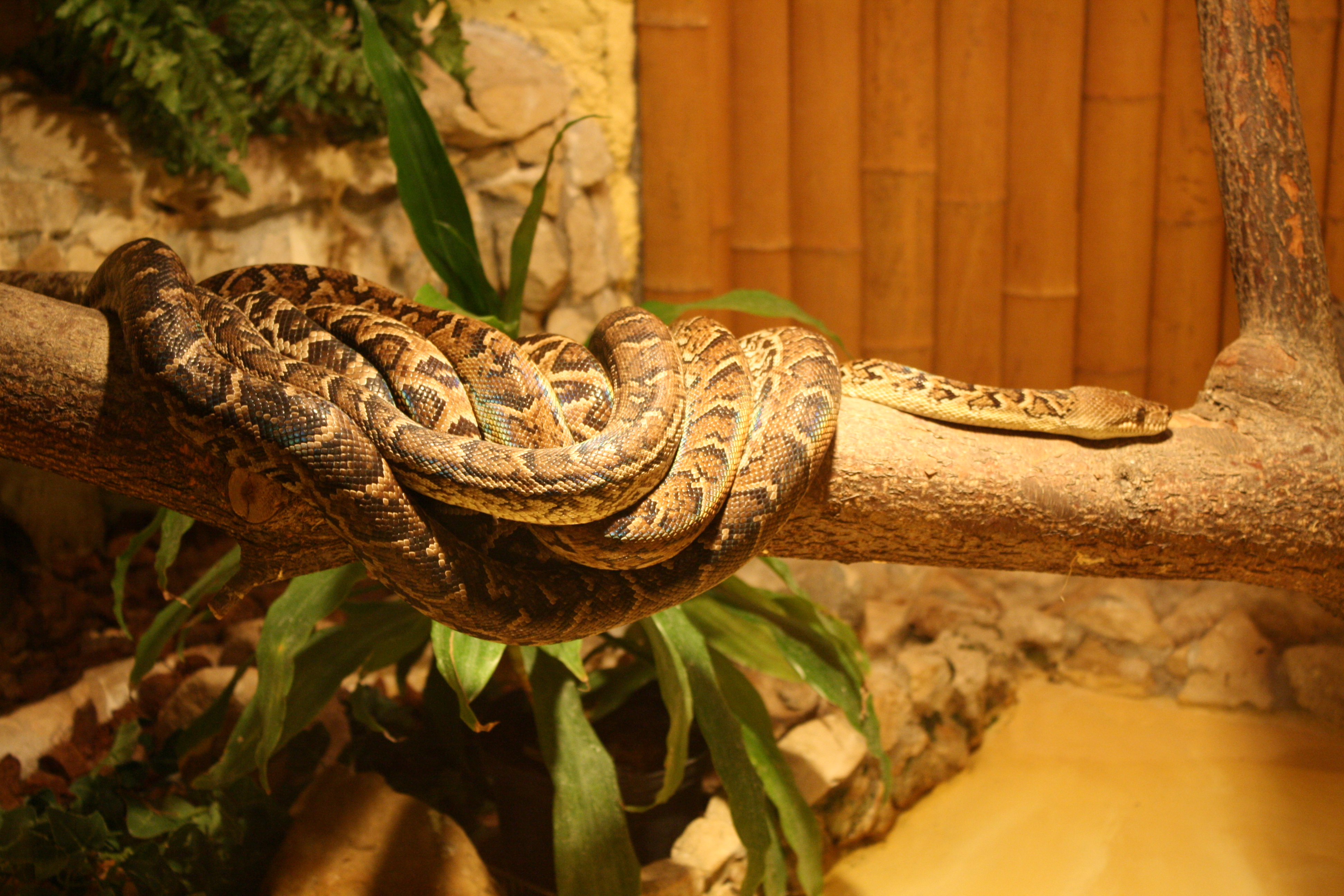

## Publication originale
- Cocteau & Bibron, 1843 : Reptiles. Historia Física, Politica y Natural de la Isla de Cuba. Arthus Bertrand, Paris, p. 1-143 (texte intégral).